# اریک یانگ (کشتی‌گیر)
اریک یانگ (انگلیسی: Eric Young؛ زادهٔ ۱۵ دسامبر ۱۹۷۹) کشتی‌گیر کشتی حرفه‌ای اهل کانادا است.
از فیلم‌ها یا برنامه‌های تلویزیونی که وی در آن نقش داشته‌است می‌توان به رئیس اشاره کرد.